# 箱根登山観光バス

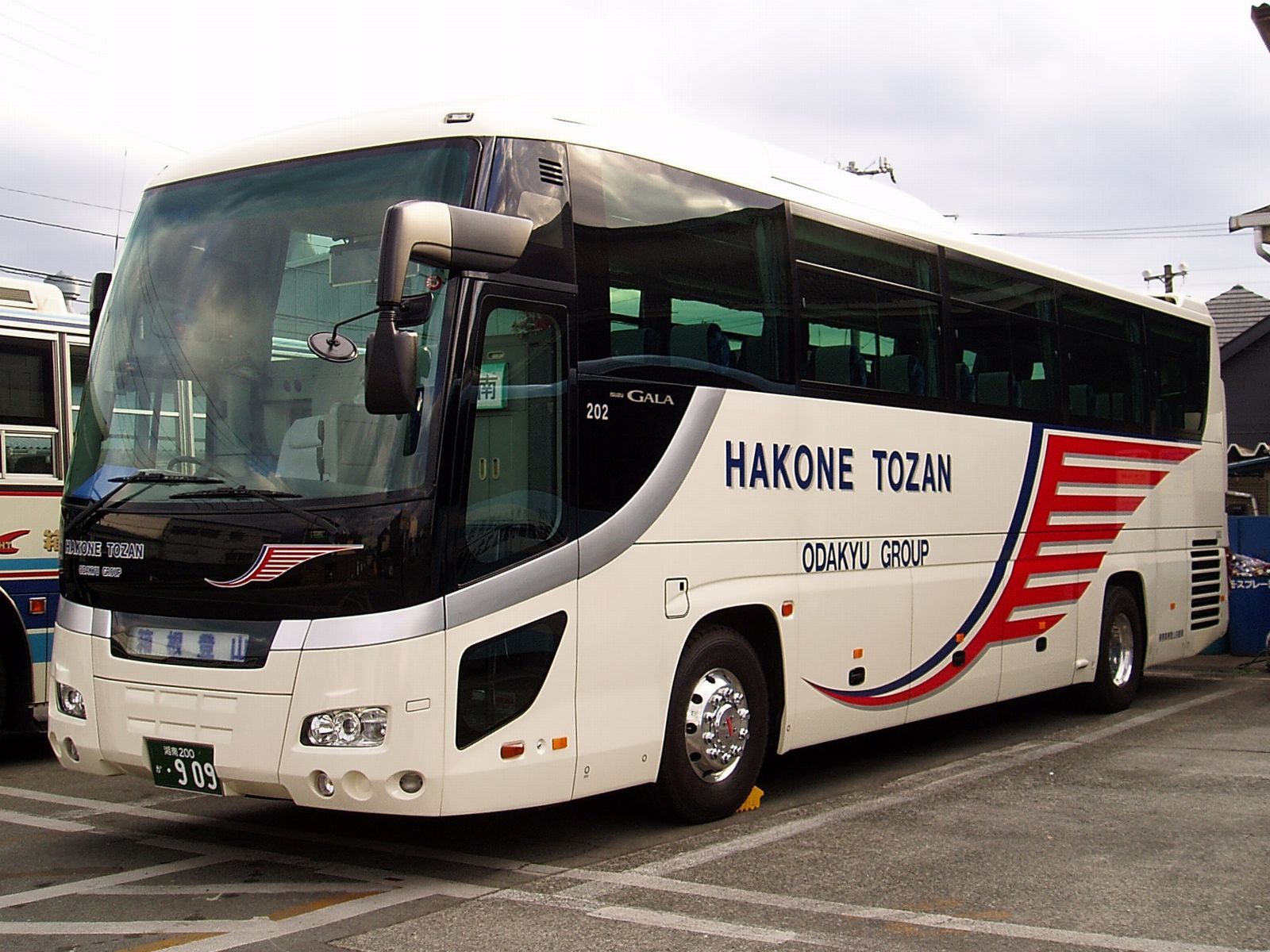
箱根登山観光バスの車両

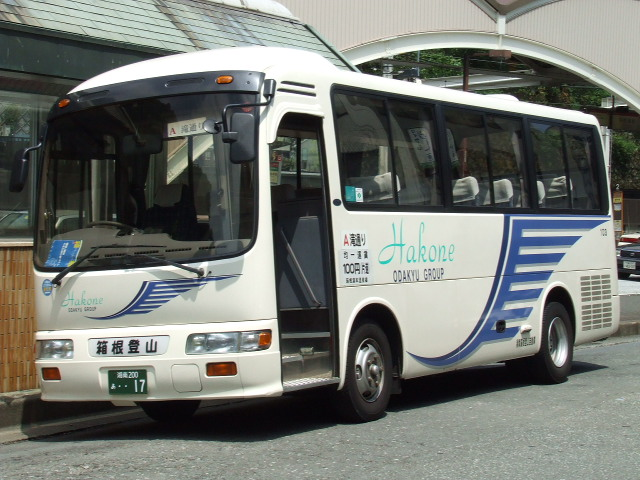
箱根登山観光バスの車両（温泉旅館組合の受託による送迎バス）

箱根登山観光バス（はこねとざんかんこうバス）は、かつて神奈川県小田原市に本社をおき貸切バス事業を営んでいた小田急グループの企業。本項では、1968年から2002年まで名古屋地区を本拠に営業していた箱根登山観光バス（初代）についても記述する。
2020年2月1日に箱根登山バスに吸収合併され解散した。

## 事業内容
- 一般貸切自動車業（大型・中型・小型バス）
- 箱根湯本温泉旅館組合の受託契約運送
- 広告業

## 沿革
- 1963年 - 箱根登山鉄道名古屋営業所を設置[3]。
- 1968年 - 箱根登山鉄道名古屋営業所を箱根登山観光バス（初代）として分社化[3]。
- 1996年 - 箱根登山鉄道東京営業所・横浜営業所を箱根登山観光バス（初代）に移管[4]。
- 1999年7月 - 箱根登山鉄道小田原観光営業所の貸切バス部門を箱根湯本バスに、沼津営業所の貸切バスも含む全事業を沼津箱根登山自動車に移管[4]。
- 2000年3月 - 箱根湯本バス、湘南箱根登山自動車に社名変更[5]。
- 2002年2月 - 箱根登山観光バス（初代）から湘南箱根登山自動車へ事業移管し、箱根登山観光バス（初代）は会社清算。車両は当社と神奈中観光に移籍[5]。
- 2003年3月17日 - 本社を小田原市栄町から同市東町へ移転。
- 2010年7月1日 - 湘南箱根登山自動車から箱根登山観光バス（2代）に社名変更[6]。
- 2020年2月1日 - 箱根登山バスに吸収合併され解散[2]。

## 本社所在地
- 神奈川県小田原市東町五丁目8番3号

## 営業所
- 小田原営業所
- 湯本営業所

## 車両数
- 大型貸切バス 19台
- 中型・小型貸切バス 3台
- 小型エコノミーバス 3台
- 送迎バス 9台